# 전국노동조합연락협의회 (1989년)
전국노동조합연락협의회(일본어: 全国労働組合連絡協議会 젠코쿠로도쿠미아이렌라쿠쿄기카이[*], 영어: National Trade Union Council), 약칭 전노협(일본어: 全労協 젠로쿄[*], 영어: NTUC)는 일본의 노총이다.
일본노동조합총연합회(연합), 전국노동조합총연합(전노련)과 달리 전노협은 가맹조직들 간의 연락만 해주는 연락협의회를 자처하고 노총임을 부정하지만 가맹조직이 전국에 있기 때문에 사실상 전국단위 노총이다.

## 연혁
1980년대 후반 "노동전선통일"운동에 의해 4대 노총(총평・동맹・중립노련・신산별)이 일본노동조합총연합회(연합)으로 통일되어가는 가운데, 이것을 노동계 우경화로 보고 반발한 공산당계는 전국노동조합총연합(전노련)을 결성했다. 연합도 전노련도 싫어한 총평 좌파 조합원들은 “어느 쪽에도 가지 않고, 갈 수도 없는 조직,” “제대로 된 노동운동”을 구호로 전국노동조합연락협의회(전노협)을 1989년 12월 9일 결성했다. 전 총평 의장 오오타 카오루, 전 총평 사무총장 이와이 아키라, 전 총평 의장 이치카와 마코토가 만든 노동연구소가 모체가 되었다.
매년 1회 정기대회를 개최하며, 2012년 9월 제24회 대회를 개최했다.
조합원 수는 후생노동성 조사에 따르면 2015년 6월 30일 현재 11만 7,068명이다. 연합의 약 59분의 1, 전노련의 약 7분의 1로, 절대적으로 열세이기에 노동운동에 미치는 영향력은 국철문제 등 예외를 제외하면 미미하다. 그래도 엄연히 전국에 가맹조직을 가진 운동체이며, 전노협이 연합, 전노련과 협력할 경우 “노동조합의 완전통일행동”이라는 구색도 갖출 수 있다.
정치 면에서는 총평 시절과 마찬가지로 사회당 좌파와 관계가 깊고, 현재는 그 흐름을 이어받은 사회민주당과 신사회당을 지지하고 있다. 그러나 총평 시절의 반성의 의미에서 산하 조합원에게 조직 활동의 지지를 강제하지 않는다. 운동 방침의 기둥은 호헌・반전・반주일미군・평화운동・국철투쟁(국노 조합원 1047명의 JR 불채용 문제) 지원을 중심으로 한 반해고・합리화 등의 요구 획득을 위해 투쟁하는 것이다.
매년 5월 1일 히비야 야외음악당에서 노동절 행사를 한다. 2016년 이후 전노련 측에서 내빈이 방문하고, 같은 날 요요기 공원의 전노련 노동절 행사에 전노협의 내빈이 참석하는 등 양자간에 협력을 심화하고 있다.
대한민국의 전국민주노동조합총연맹(민주노총)과 우호적이며 전태일열사 정신계승 전국노동자대회에 자주 참여한다.

## 가맹 조합
| 명칭                                         | 약칭                                            | 조합원  | 산업・기업                        |
| -------------------------------------------- | ----------------------------------------------- | ------- | --------------------------------- |
| 공생유니온 이와테                            | 없음                                            |         | 일반노조                          |
| 전기통신산업노동조합                         | 전통노조(電通労組)                              |         | 일본전신전화                      |
| 철도산업노동조합                             | 철산노(鉄産労)                                  |         | 동일본여객철도                    |
| 우정합동노동조합                             | 우정합동(郵政合同)                              |         | 일본우정                          |
| 해외기술자연수협회노동조합                   | 해기협노(海技協労)                              |         | 해외기술자연수협회                |
| 국철노동조합                                 | 국노(国労)                                      | 9,316   | JR                                |
| 석유노조연락회                               | 석유노조련(石油労組連)                          |         | 석유                              |
| 치요다구 유니온                              | 없음                                            |         | 일반노조                          |
| 동일본NTT 관련합동노동조합                   | N관노동(N関労東)                                |         | 일본전신전화                      |
| 유니온넷 피차일반                            | 피차일반(お互いさま)                            |         | 일반노조                          |
| 전국일반노동조합전국협의회                   | 전국일반전국협(全国一般全国協)                  | 8,050   | 일반노조                          |
| 전국일반도쿄남부노동조합                     | 전국일반도쿄남부(全国一般東京南部)              |         | 일반노조                          |
| 전수도도쿄수도노동조합                       | 전수도도쿄노(全水道東水労)                      | 4,472   | 도쿄도 수도국, 도쿄도 하수도국    |
| 전노협 전국일반도쿄노동조합                  | 전노협 전국일반도쿄노조(全労協全国一般東京労組) | 約3,500 | 일반노조                          |
| 전통일노동조합                               | 전통일(全統一)                                  | 4,783   | 일반노조                          |
| 오타구 직원노동조합                          | 오타구직노(大田区職労)                          |         | 오타구역소                        |
| 자치노 도쿄도청직원노동조합 주세국지부       | 자치노 도청주세국지부(自治労都庁職主税局支部)   |         | 도쿄도 주세국                     |
| 도쿄도 학교유니온                            | 없음                                            |         | 교육                              |
| 도쿄청소노동조합                             | 도쿄청소(東京清掃)                              | 4,415   | 청소                              |
| 도쿄도장애아학교노동조합                     | 도장노조(都障労組)                              |         | 교육                              |
| 도쿄도노동조합연합회                         | 도노련(都労連)                                  | 34,249  | 도쿄도청                          |
| 전국일반노동조합 전국협의회 도쿄동부노동조합 | 전국일반 도쿄동부노조(全国一般東京東部労組)     | 約850   | 일반노조                          |
| 분쿄구 직원노동조합                          | 분쿄구직노(文京区職労)                          |         | 분쿄구역소                        |
| 우정산업노동자유니온                         | 우정유니온(郵政ユニオン)                        | 2,683   | 일본우정                          |
| 전쇼와전공 노동조합                          | 전쇼전(全昭電)                                  |         | 쇼와전공                          |
| 아베카와제지 노동조합                        | 아베카와제지노조(安倍川製紙労組)                |         | 오지제지                          |
| 후지 중소노조연락회                          | 없음                                            |         | 중소기업                          |
| 오사카 교육합동노동조합                      | 교육합동(教育合同)                              |         | 교육                              |
| 전노협 호법노동조합                          | 전노협 호법노조(全労協護法労組)                 |         | 오사카 장애자모자과부복지사업협회 |
| 오사카서운송 노동조합                        | 오사카서운송노조(大阪西運送労組)                |         | 오사카서운송                      |
| 토요 노동조합                                | 토요노조(トーヨー労組)                          |         | 토요                              |
| JASS 노동조합                                | JASS노조(JASS労組)                              |         | JA-SS                             |
| 오사카부이용생활위생동업조합 노동조합        | 오이생노조(大理生労組)                          |         | 오사카부이용생활위생동업조합      |
| 오사카 전기통신산업합동노종조합              | 전통합동(電通合同)                              |         | 일본전신전화                      |
| 호토쿠가쿠엔 교직원조합                      | 호토쿠학원교조(報徳学園教組)                    |         | 호토쿠가쿠엔                      |
| 후쿠야마시 현업노동조합                      | 후쿠야마시현노(福山市現労)                      |         | 후쿠야마시역소                    |
| 유니온 전노협                                | 없음                                            |         | 일반노조                          |
| 유니온넷 사이타마                            | 없음                                            |         | 일반노조                          |
| 치바 스크럼유니온                            | 스크럼유니온(スクラムユニオン)                  |         | 일반노조                          |
| 오사카 호쿠세츠 합동노동조합                 | 오사카 호쿠세츠 합동노조(大阪北摂合同労組)      |         | 일반노조                          |